# Richie Havens
Richard Pierce Havens (Brooklyn, 21 gennaio 1941 – Jersey City, 22 aprile 2013) è stato un cantante e chitarrista statunitense, afroamericano, noto soprattutto per la sua particolare pennata, vigorosa e veloce, e per il suo senso del ritmo.

## Biografia
Nato nel quartiere di Bedford-Stuyvesant nel distretto di Brooklyn, a New York; Havens fu il maggiore di nove figli.
La fama di Havens iniziò nella scena folk del Greenwich Village, quartiere nel distretto newyorkese di Manhattan, lo stesso contesto in cui emersero musicalmente artisti come Joan Baez e Bob Dylan. Nel 1969, Havens fu il primo artista a salire sul palco del Festival di Woodstock. Fu accolto con applausi scroscianti e continuò a suonare bis fino a esaurire tutto il proprio repertorio. Alla fine, decise di improvvisare una versione del brano Motherless Child (Sometimes I Feel Like a Motherless Child) con l'aggiunta della parola "freedom" ("libertà") ripetuta ad infinitum. Questo brano diventò un successo internazionale.
Ebbe anche una breve esperienza tutta italiana quando nel 1983 il suo album Common Ground venne registrato a Carimate con la produzione di Pino Daniele. Questo disco gli permise di farsi conoscere meglio dal pubblico italiano grazie alle numerose partecipazioni in programmi televisivi musicali oltre che grazie al buon successo dell'album stesso.
Nel 1993 suonò al concerto in onore del presidente Bill Clinton.
Havens scrisse relativamente poche canzoni, registrando soprattutto cover di brani di Dylan e dei Beatles.
In una intervista pubblicata sulla rivista Rolling Stone (vedi), John Lennon disse di Richie Havens: "He plays a pretty funky guitar" (Suona una chitarra molto funky [bizzarra]). Il brano d'apertura di Time and a Word, secondo album degli Yes, è una cover piuttosto elaborata e con accompagnamento d'orchestra sinfonica di No Opportunity Necessary, No Experience Needed di Havens.
È morto il 22 aprile 2013 all'età di 72 anni a seguito di un attacco cardiaco.

## Discografia
- 1966 - Mixed Bag
- 1967 - Something Else Again
- 1968 - Richie Havens' Record
- 1968 - Electric Havens
- 1968 - Richard P. Havens, 1983
- 1970 - Stonehenge
- 1971 - Alarm Clock
- 1971 - The Great Blind Degree
- 1972 - Richie Havens on Stage Doppio LP Live
- 1973 - Portfolio
- 1974 - Richie Havens Raccolta
- 1974 - Mixed Bag II
- 1976 - The End of the Beginning
- 1977 - Mirage
- 1980 - Connections
- 1983 - Common Ground (con Pino Daniele)
- 1987 - Simple Things
- 1987 - Sings Beatles and Dylan
- 1990 - Live at the Cellar Door
- 1991 - Now
- 1994 - Cuts to the Chase
- 2002 - Wishing Well
- 2004 - Grace of the Sun
- 2008 - Nobody Left to Crown

### Collaborazioni
- 1978 - Steve Hackett - Please Don't Touch
- 1983 - Pino Daniele - Gay Cavalier
- 1983 - Pino Daniele - Things Must Change
- 1983 - Pino Daniele - Stand Up
- 1983 - Pino Daniele - Moonlight Rain
- 1983 - Enzo Avitabile - Gospel mio
- 1993 - Francesco Bruno - El Lugar
- 2000 - Peter Gabriel - OVO
- 2002 - Groove Armada - Hands Of Time